# Relation des choses du Yucatán
 (janvier 2016).
Si vous disposez d'ouvrages ou d'articles de référence ou si vous connaissez des sites web de qualité traitant du thème abordé ici, merci de compléter l'article en donnant les références utiles à sa vérifiabilité et en les liant à la section « Notes et références ».

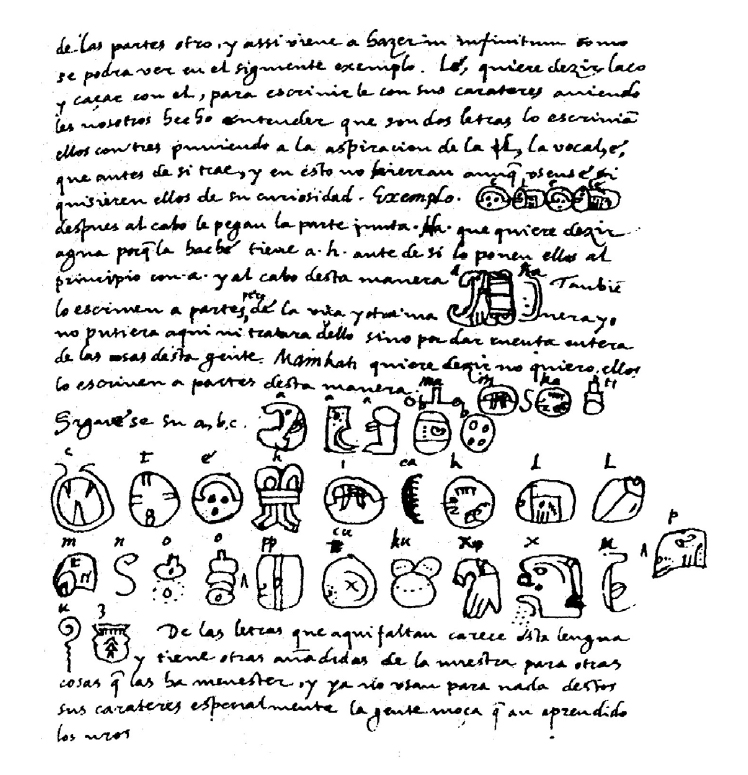
Page extraite de l'ouvrage, dans laquelle Diego de Landa explique l'alphabet maya.

Relation des choses du Yucatán (Relación de las cosas de Yucatán) est un ouvrage écrit en 1566 par le moine franciscain Diego de Landa, et publié pour la première fois à Paris en 1864 par l'archéologue français Brasseur de Bourbourg. 
L'ouvrage traite des divers aspects de la province du Yucatán (Mexique) et plus spécialement de la culture, des croyances et de la  religion des autochtones, les Mayas yucatèques.

## Contexte
Le Yucatán fut conquis par Francisco de Montejo et son fils (qui portait les mêmes nom et prénom) postérieurement à la conquête du Mexique (siège et chute de Mexico en 1521) après une longue et difficile campagne (1527-1545) au cours de laquelle les Espagnols éprouvèrent de cuisants revers et durent même évacuer totalement ce pays avant de parvenir à le dominer (fondation de Merida en 1542 et de Valladolid en 1543), ce qu’ils parvinrent à réaliser en instaurant un régime de terreur contre les indigènes asservis par le régime de l’encomienda et christianisés sous la contrainte. Pour ce faire, Francisco de Montejo, dès la conquête assurée, fit venir des missionnaires, d’abord du Guatemala, conquis en 1527, puis d’Espagne. 

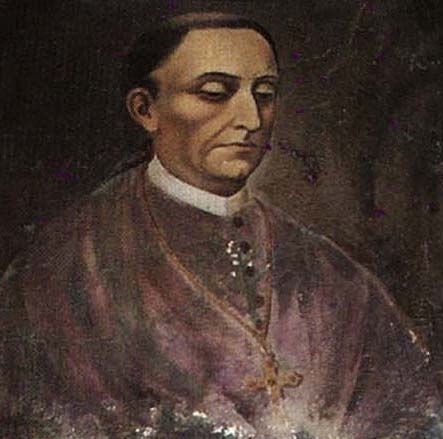
L'auteur Diego de Landa, évêque du Yucatán

C’est ainsi que Diego de Landa arriva au Yucatán en 1549 avec cinq autres frères pour assurer l’évangélisation des Indiens. Il était né en 1524 à Cifuentes, près de Guadalajara, en Castille, et avait été ordonné prêtre en 1541 dans l’ordre des franciscains. Nommé à Izamal, les indigènes semblèrent accepter de bon gré la religion catholique, mais leurs croyances ancestrales étaient si fortement enracinées que certains, baptisés, continuèrent secrètement d’adorer leurs idoles et de pratiquer leurs anciens rites. Landa, informé, procéda à une inquisition dans la province de Maní où les relapses furent soumis à la question pour obtenir des aveux puis punis par le fouet ou le port du san-benito au cours d’un autodafé (12 juillet 1562) mené avec le concours des autorités espagnoles. Pendant cet autodafé furent détruits tous les livres des Mayas (les codex) que Landa avait pu faire rassembler (au nombre de 27), 5 000 idoles et d’autres choses encore.
Cette même année 1562 un autre franciscain, Francisco de Toral, fut nommé évêque du Yucatán. Il venait de Mexico où il avait passé vingt ans. Protecteur de Bernardino de Sahagún, c’était un homme éclairé intéressé par les cultures indigènes ; aussi, dès son arrivée au Yucatán, révolté par les méthodes inquisitoriales de Landa, il le désavoua, annula toutes les dispositions que celui-ci avait prises à l’encontre des Indiens et l’envoya à Mexico (1563), où il fut décidé de le faire partir en Espagne pour y être jugé par le Conseil royal des Indes. Diego de Landa arriva en Castille en 1564 où une commission ecclésiastique spécialement constituée pour le juger mit plusieurs années à statuer avant de l’absoudre (1569). C’est pendant cette période, vers 1566, que Landa écrivit sa Relación de las Cosas de Yucatán. L’évêque Toral étant mort en 1571, Landa fut nommé évêque du Yucatán (1572). Il s’embarqua pour son diocèse en 1573 et en prit possession la même année. Il devait mourir au Yucatán quelques années plus tard, en 1579.

## Le livre
Contrairement à ce que l’on pourrait penser en regard de la carrière de Landa, la Relation des choses du Yucatán est un ouvrage quasi scientifique, objectif, dépourvu de prosélytisme, dans lequel sont exposés les croyances, les cérémonies, les systèmes d’écriture et de numération des Mayas ainsi que leur calendrier. La Relation des choses du Yucatán, ouvrage fondamental pour la connaissance des Mayas, constitue la première étude ethnologique menée en occident, avant même l’Historia general de las cosas de la Nueva España de Bernardino de Sahagún qui ne fut achevée qu’en 1575, même si ce dernier avait commencé à mener ses enquêtes auprès d’Indiens du Mexique en 1555. Alors que Sahagún avait employé une véritable méthode scientifique basée sur des enquêtes de terrain dont les résultats étaient systématiquement recoupés, l’approche de Landa, quelque peu différente, repose essentiellement sur les connaissances d’un grand seigneur maya, don Juan Cocom, qui était devenu l’ami de Landa qui  le qualifie d’« homme de grande réputation, très savant pour ce qui regarde les choses de son peuple. »

### Chapitres
Le contenu de la Relation des choses du Yucatán se subdivise en diverses parties traitant de sujets différents :
- Chapitres[N 2] 1 et 2 : géographie du Yucatán
- Chapitres 3 et : histoire de la découverte du Yucatán
- Chapitres 5 à 10 : histoire du Yucatán au cours des cent années qui ont précédé l’arrivée des Espagnols
- Chapitres 11 à 16 : histoire de la conquête du Yucatán par les Espagnols.
- Chapitres 17 à 19 : arrivée des frères franciscains, mauvaise conversion des Indiens, inquisition, arrivée de l’évêque Toral, départ de Landa pour l’Espagne
- Chapitres 20 à 33 : description des coutumes et mœurs des Indiens yucatèques
- Chapitres 34 à 41 : le calendrier yucatèque, cérémonies pratiquées à la fin de l’année pendant les jours néfastes
- Chapitre 42 : les monuments indiens d’Izamal et de Chichén Itza
- Chapitre 43 : profession de foi de Landa empreinte de mysticisme
- Chapitres 54 à 51 : les animaux et les plantes du Yucatán
- Chapitre 52 : conclusion exposant les bienfaits de la colonisation espagnole.

Sont notamment présentés :
- aux chapitres 34 et 40 les signes (glyphes) des jours et des mois des calendriers mayas[N 3].
- au chapitre 41 : 
  - « la Roue des katuns »[N 4] ou « le siècle des mayas », période de 13 fois de 7 200 jours
  - l’« alphabet » de Landa[N 5], précédé de quelques exemples d’écriture syllabique maya, dont « ma in ka ti ».

### Manuscrit
Rédigé pendant son séjour contraint en Espagne, le manuscrit original de Landa était beaucoup plus volumineux que celui que nous connaissons. Le manuscrit que nous possédons n’est qu’un condensé du manuscrit original, des morceaux choisis en quelque sorte, dont on ne sait si le choix fut celui de Landa et s’il fut écrit de sa main. Il se présente sous la forme d’un document rédigé d’une traite, sans aucune subdivision, mais à certaines indications et références à des numéros de chapitres inexistants, on peut assurer que l’original était subdivisé en chapitres et paragraphes – ce qui tendrait à montrer que l’abrégé fut rédigé plutôt hâtivement.
Le manuscrit a été découvert par l’abbé Brasseur de Bourbourg en 1862 à la bibliothèque de l’Académie Royale d’Histoire à Madrid, où il est toujours conservé.

## Publications
- La première publication de la Relación fut celle de Brasseur de Bourbourg qui établit le texte espagnol avec la traduction française en regard, éditée à Paris en 1864. Il subdivisa le texte du manuscrit en chapitres numérotés et sous titrés, mais s’arrêta à son chapitre 42 (les monuments indiens), négligeant la suite, la jugeant sans doute de moindre intérêt.
- En 1884, vingt ans plus tard, Juan de Dios de la Rada y Delgado, partant du manuscrit original, établit une autre version espagnole du texte de Landa. C’est une version intégrale, non divisée en chapitres, qui fut publiée à Madrid en Appendice à la traduction espagnole de l’Essai sur le déchiffrement de l'écriture hiératique de l'Amérique centrale de Léon de Rosny paru à Paris en 1876, étude largement basée sur les indications données par Landa.
- En 1928-1929, Jean Genet (1903-1934), aidé par son supposé collègue Pierre Chelbatz (?-?), autopublièrent en deux volumes une traduction annotée de Landa avec le texte espagnol en regard. Les notes, assez nombreuses, pour la plupart basées sur des sources livresques, sont encore valables aujourd’hui. Le troisième tome qui aurait permis une version française intégrale ne fut jamais publié et les manuscrits furent envoyés à Berlin[1],[2].
- En 1937, William Gates publie à Baltimore (États-Unis) une traduction du texte de Landa intitulée Yucatan before and after the Conquest by friar Diego de Landa.
- En 1941, Alfred Tozzer publie une seconde traduction anglaise intitulée Landa’s Relación de las cosas de Yucatan, a translation edited with notes by Alfred M. Tozzer, Cambridge, Massachusetts, États-Unis. Les notes, très nombreuses et très fournies, couvrant parfois des pages entières, sont toujours valables. C’est l’ouvrage de référence, incontournable pour qui s’intéresse à Diego de Landa.
- En 1997, édition au Mexique, sous le titre de Fray Diego de Landa (Ediciones Alducin), du texte de la Relación avec les reproductions exactes des dessins et des cartes (non reproduites par Brasseur de Bourbourg, Juan de Dios de la Rada, Genet ou Tozzer) figurant au manuscrit.
- En 2014, publication à Paris par Les Belles Lettres de la première traduction française intégrale du texte de Diego de Landa : Relation des choses du Yucatán suivie de la traduction du Livre IV, chapitres 1 à 9, de l’Historia de Yucatán de Francisco López de Cogolludo, où cet historien traite des mêmes sujets que Landa. Introduction, traduction et notes de François Baldy d’après l’édition Alducin avec les dessins et cartes originales de Landa. Des Appendices font le point des connaissances actuelles sur les Mayas, permettant d’expliciter les erreurs ou incompréhensions de Landa. Sont également exposées en notes les différences d’interprétation de lecture du manuscrit repérables à la lecture comparée des diverses versions espagnoles.